# Bob Groenendijk
Bob Groenendijk (Veldhoven, 15 mei 1996) is een Nederlands voetballer die bij voorkeur als verdediger speelt.
Groenendijk sloot zich als F-pupil aan bij PSV en doorliep de hele jeugdopleiding. Hij debuteerde op 18 december 2015 in het betaald voetbal. Die dag nam hij het met Jong PSV op FC Eindhoven, in de Eerste divisie. Artsen verwijderden op 30 januari 2016 operatief een tumor uit zijn lichaam. Daarbij werden er geen uitzaaiingen geconstateerd.